# Diaphania andringitralis
Diaphania andringitralis là một loài bướm đêm trong họ Crambidae.